# Cheek to Cheek
„Cheek То Cheek“ (в превод от английски: „Буза до буза“ или „Ръка за ръка“) е първият дуетен албум на Лейди Гага и Тони Бенет. Издаден е на 19 септември 2014 г.

## История
За първи път, двамата изпълнители се срещат на благотворително събитие в Ню Йорк. След изпълнението на Гага, Бенет е вдъхновен от нейния хъс и желае да говори с нея зад кулисите. След преговори между артистите и звукозаписните им компании, през 2011 г. се ражда дуета „The Lady Is A Tramp“ („Дамата е скитница“), кавър на американската класика на Франк Синатра.
След успеха на песента, те започват да обмислят по-мащабен общ джаз проект. „Cheek To Cheek“ съдържа златни джаз хитове от известни американски композитори, сред които Коул Портър, Джордж Гершуин, Джеръм Кърн, Ървинг Берлин. Албумът цели да представи жанра на младото поколение.

## Списък с песните

### Оригинален траклист
1. „Anything Goes“
2. „Cheek To Cheek“
3. „Nature Boy“
4. „I Can't Give You Anything But Love“
5. „I Won't Dance“
6. „Firefly“
7. „Lush Life“ (Гага соло)
8. „Sophisticated Lady“ (Тони соло)
9. „Let's Face The Music And Dance“
10. „But Beautiful“
11. „It Don't Mean A Thing (If It Ain't Got That Swing)“

### iTunes Store and Apple Music издание
1. „Bang Bang (My Baby Shot Me Down)“ (на живо от Jazz at Lincoln Center) (Гага соло)

### Делукс издание
1. „Anything Goes“
2. „Cheek To Cheek“
3. „Don't Wait Too Long“ (Тони соло)
4. „I Can't Give You Anything But Love“
5. „Nature Boy“
6. „Goody Goody“
7. „Ev'ry Time We Say Goodbye“ (Гага соло)
8. „Firefly“
9. „I Won't Dance“
10. „They All Laughed“
11. „Lush Life“ (Гага соло)
12. „Sophisticated Lady“ (Тони соло)
13. „Let's Face The Music And Dance“
14. „But Beautiful“
15. „It Don't Mean A Thing (If It Ain't Got That Swing)“

### Международни бонус песни към делукс изданието
1. „On A Clear Day (You Can See Forever)“ (Тони соло)
2. „Bewitched, Bothered and Bewildered“ (Гага соло)
3. „The Lady Is A Tramp“